# Захист честі, гідності і ділової репутації
Захист честі, гідності і ділової репутації — право громадянина та юридичної особи вимагати через суд спростування недостовірної інформації (відомостей, що не відповідають дійсності або викладені неправдиво), яка принижує їхню честь, гідність чи ділову репутацію або завдає шкоди їхнім інтересам. Недостовірною вважається інформація, яка не відповідає
дійсності або викладена неправдиво, тобто містить відомості про події та явища, яких не існувало взагалі або які існували, але відомості про них не відповідають дійсності (неповні або перекручені).
Право на захист честі, гідності і ділової репутації закріплено Конституцією України (ч. 4 ст. 32), Цивільним кодексом України (ст. 277). Питання процедури захисту честі, гідності і ділової репутації також роз'яснив Верховний Суд України у своїй постанові пленуму № 1 «Про судову практику у справах про захист гідності та честі фізичної особи, а також ділової репутації фізичної та юридичної особи» від 27 лютого 2009 р.
Спростування має здійснюватися способом, адекватним способу поширення хибних відомостей, аби спростування було донесено максимально до тієї аудиторії, що отримала недостовірну інформацію — частина 7 статті 277 Цивільного кодексу (напр. у тому ж ЗМІ, на тій же шпальті видання). Поряд із спростуванням таких відомостей ця особа має право вимагати компенсації майнової й моральної (немайнової) шкоди.
Законами України передбачено спеціальні підстави звільнення ЗМІ від відповідальності за поширення недостовірної інформації (напр. передрук виданням матеріалу з іншого друкованого видання з посиланням на першоджерело — п. 4 ст. 42 ЗУ «Про пресу», поширення без попереднього запису виступів осіб, які не є працівниками телерадіоорганізації — п. «в» ст. 67 ЗУ «Про телебачення і радіомовлення»).
Загальною підставою звільнення від відповідальності за приниження честі, гідності, ділової репутації є висловлення оцінних суджень (висловлювання, крім наклепу, які не містять фактичних даних, критика, оцінка дій, а також висловлювання, що не можуть бути витлумачені як такі, що містять фактичні дані, зокрема з огляду на характер використання мовно-стилістичних засобів (вживання гіпербол, алегорій, сатири) — ст. 30 ЗУ «Про інформацію»). По суті оцінні судження являють собою суб'єктивну думку, яка через свою суб'єктивність не може бути правильною або неправильною. Винятком є лише висловлювання оцінних суджень у брутальній, принизливій чи непристойній формі, що може тягти виникнення обов'язку компенсувати завдану моральну шкоду. Але зміст оцінних суджень не може спричиняти юридичної відповідальності по статті 277 ЦКУ і не може бути спростованим.